# Stephen Dawson
Stephen John Dawson (Dublino, 4 dicembre 1985) è un ex calciatore irlandese, di ruolo centrocampista.

## Carriera

### Club
Il 31 gennaio 2012 si trasferisce al Barnsley, raggiungendo per la prima volta in carriera la Football League Championship: con tale club tra il 2012 e il 2014 ha totalizzato 79 presenze in Championship, segnando 5 reti.

### Nazionale
Ha rappresentato l'Irlanda a livello under-21.

## Palmarès

### Individuale
- Squadra dell'anno della PFA: 1

League Two 2009-2010